# Communauté de communes du canton de Laferté-sur-Amance
La Communauté de communes du canton de Laferté sur Amance est une ancienne communauté de communes française, située dans le département de la Haute-Marne et la région Champagne-Ardenne.

## Histoire
- Elle fusionne avec la Communauté de communes du pays Vannier et la Communauté de communes du pays d'Amance pour former la Communauté de communes Vannier Amance avec date d'effet le 1er janvier 2013.

## Composition
Elle regroupait onze communes du département de la Haute-Marne :
- Laferté-sur-Amance
- Anrosey
- Bize
- Guyonvelle
- Maizières-sur-Amance
- Neuvelle-lès-Voisey
- Pierremont-sur-Amance
- Pisseloup
- Soyers
- Velles
- Voisey